# Beaumont-sur-Vingeanne
Beaumont-sur-Vingeanne è un comune francese di 181 abitanti situato nel dipartimento della Côte-d'Or nella regione della Borgogna-Franca Contea.

## Società

### Evoluzione demografica
Abitanti censiti